# Pogonogenys proximalis
Pogonogenys proximalis là một loài bướm đêm trong họ Crambidae.